# Archiv3
Archiv3 ist eine Datenbank der Kooperation Dritte Welt Archive, zu der sich im deutschsprachigen Raum verschiedene freie Bibliotheken und Mediotheken zusammengeschlossen haben.

## Datenbank
Die Datenbank Archiv3 enthält über 287.000 Einträge aus den Bereichen Entwicklungspolitik und Internationalismus. Die gefundenen Dokumente können in den jeweils unter Standort angegebenen Archiven eingesehen bzw. von dort gegen eine Bearbeitungsgebühr in Kopie bezogen werden. Archiv3 – die Datenbank der Kooperation Dritte Welt Archive – ist ein nichtkommerzielles Angebot der beteiligten Organisationen im Rahmen ihrer Informations- und Öffentlichkeitsarbeit. Die Datenbank ist gemeinschaftliches Eigentum der beteiligten Archive.

## Geschichte der Dokumentationszentren
Die bundesdeutsche Solidaritäts- und Dritte Welt Bewegung hat eine lange und wechselvolle Geschichte, ebenso die verschiedenen Versuche, ihre Themen und Aktionen zu dokumentieren. Die darüber gewonnenen Kompetenzen im internationalistischen und entwicklungspolitischen Bereich haben die politische Kultur der Öffentlichkeit mitgeprägt. Daraus sind bis heute in verschiedenen
Städten Dokumentationszentren entstanden, deren Materialien für eine solidaritätsbezogene und entwicklungspolitische Bildungs- und Öffentlichkeitsarbeit unverzichtbar sind.

## Archiv-Verbund
Zwölf dieser Archive schlossen sich 1998 zum Verbund „Archiv3 – Kooperation Dritte Welt Archive“ zusammen, um ihre Arbeit effizienter zu gestalten und besser zu koordinieren.
Über die Kooperation gelang es, die beteiligten Archive ihre Bestände in einer gemeinsamen Datenbank zusammenzuführen und erstmals nach inhaltlich und formal einheitlichen Kriterien zu erfassen und zu archivieren. Damit wird den Nutzerinnen und Nutzern ein bisher nie gekannter Zugang zu den vorhandenen Informationen ermöglicht.
In den Archiven werden regelmäßig Artikel aus über 220 internationalen Zeitschriften, Publikationen verschiedener sozialer Bewegungen, Bücher, Unterrichtsmaterialien, Grauer Literatur und audiovisuelle Medien erfasst. Sie enthalten wertvolle Informationen über die soziopolitischen und ökonomischen Realitäten in der sogenannten Dritten Welt und im deutschsprachigen Raum, die an anderen Orten, Dokumentationszentren und Bibliotheken oft kaum oder gar nicht zu finden sind.

## Beteiligte Archive
Im Jahr 2023 gehörten dem Verbund neun Archive an:
- Aktionszentrum Dritte Welt, Osnabrück
- Archiv für alternatives Schrifttum (afas), Duisburg
- biz – Bremer Informationszentrum für Menschenrechte und Entwicklung, Bremen
- 3WF – Dritte Welt Forum, Hannover
- EWNT Jena – Eine Welt Netzwerk Thüringen, Jena
- FDCL – Forschungs- und Dokumentationszentrum Chile-Lateinamerika, Berlin
- Freundschaftsgesellschaft Vietnam, Düsseldorf
- IfaK – Institut für angewandte Kulturforschung, Göttingen
- Informationsbüro Nicaragua, Wuppertal

Ehemalige Mitglieder:
- Kemnik-Archiv (der Verlagsvertretung Kemnik GmbH), Konstanz
- Iz3w – Informationszentrum 3. Welt, Freiburg im Breisgau
- IPK – Institut für Palästinakunde, Bonn
- AllerWeltHaus (Bibliothek und Dokumentation), Hagen[1]